# Stoda libudum
Stoda libudum là một loài nhện trong họ Theridiidae. Chúng thuộc chi đơn loài Stoda và được Michael J. Roberts miêu tả năm 1978.